# Берриер, Скотт
Скотт Дэвид Берриер (англ. Scott David Berrier; род. 4 июня 1962) — генерал-лейтенант армии США, директор Разведывательного управления Министерства обороны.
Получил офицерское звание в 1983 году в Университете Висконсина-Стивенс-Пойнт.
Занимал должность заместителя начальника штаба армии G-2 (разведка).
Был утвержден сенатом США в качестве 22-го директора Разведывательного управления Министерства обороны 30 июля 2020 года, заменив уходившего в отставку генерал-лейтенанта Роберта П. Эшли-младшего.